# Goethe-Schiller-Denkmal

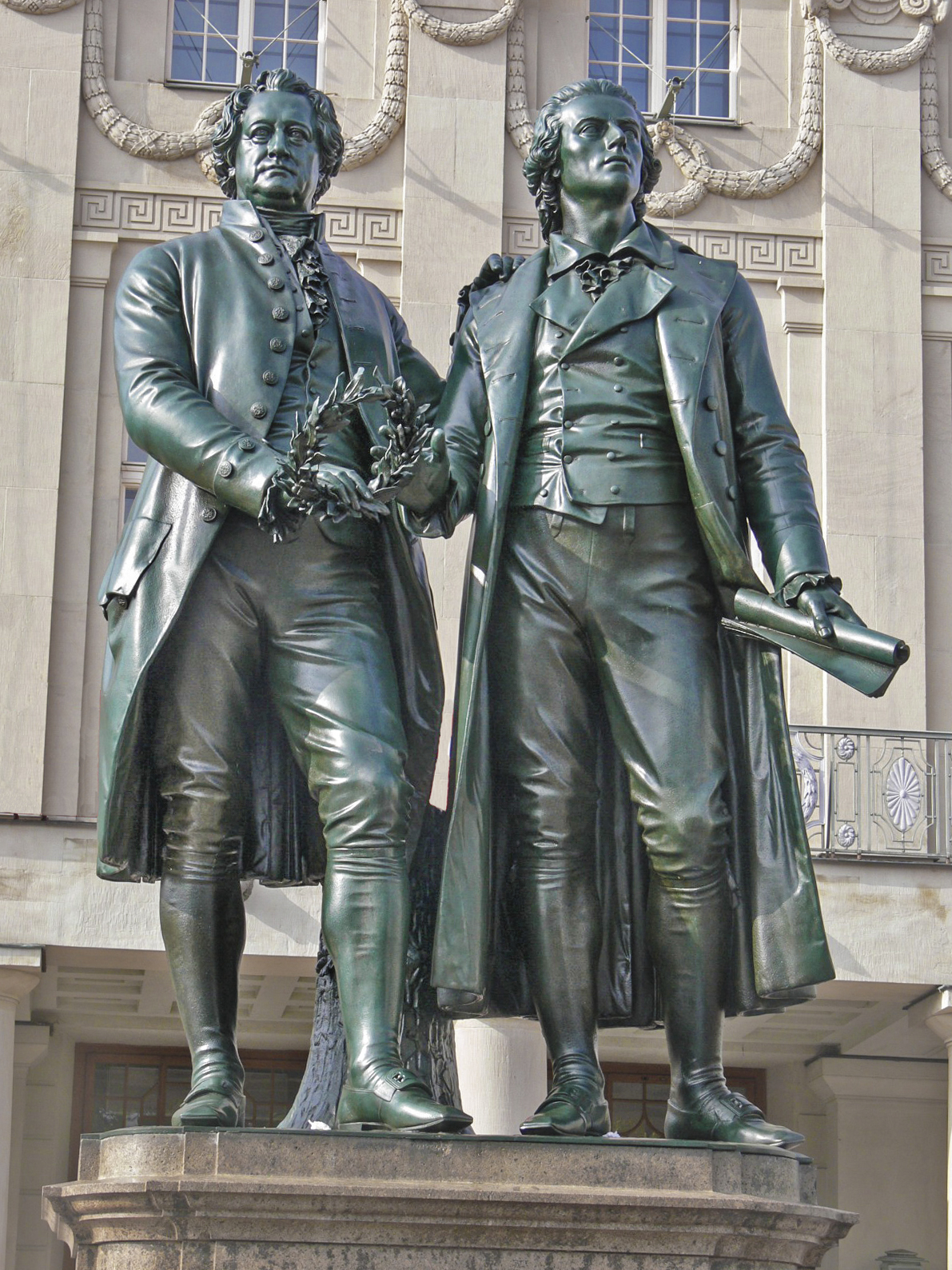
Das Goethe-und-Schiller-Denkmal vor dem Deutschen Nationaltheater Weimar (2006)

Das Goethe-Schiller-Denkmal ist ein bronzenes Doppelstandbild der deutschen Dichter Johann Wolfgang von Goethe und Friedrich von Schiller. Das 1857 eingeweihte Denkmal steht vor dem Deutschen Nationaltheater auf dem Theaterplatz in Weimar. Es wurde vom Dresdner Bildhauer Ernst Rietschel geschaffen.

## Standbild

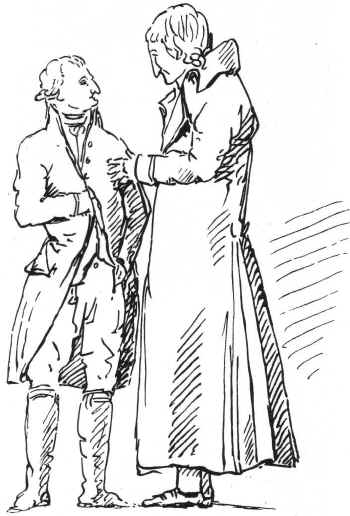
Schiller (rechts, ca. 1,80 m groß) im Gespräch mit Goethe (ca. 1,69 m) (Federzeichnung von Johann Christian Reinhart, 1804)

Das Denkmal stellt das Dichterpaar nebeneinander stehend dar: Goethe, der ältere der beiden, von kräftiger Gestalt und im Hoffrack, ruhig vor sich hinblickend, lehnt an einem Eichenstumpf; seine linke Hand erfasst die Schulter Schillers, während er ihm mit der rechten den Lorbeerkranz reicht. Schiller, jugendlich, von schlanker Gestalt und im langen Gehrock mit dem Schillerkragen und offener Weste, hält in der linken Hand eine Schriftrolle, während die rechte, halb ablehnend, nach dem Kranz greift.
Um die literarische Ebenbürtigkeit zu betonen, sind die Dichter in gleicher Körpergröße dargestellt – obwohl Schiller mit 1,80 m deutlich größer als Goethe mit 1,69 m war.

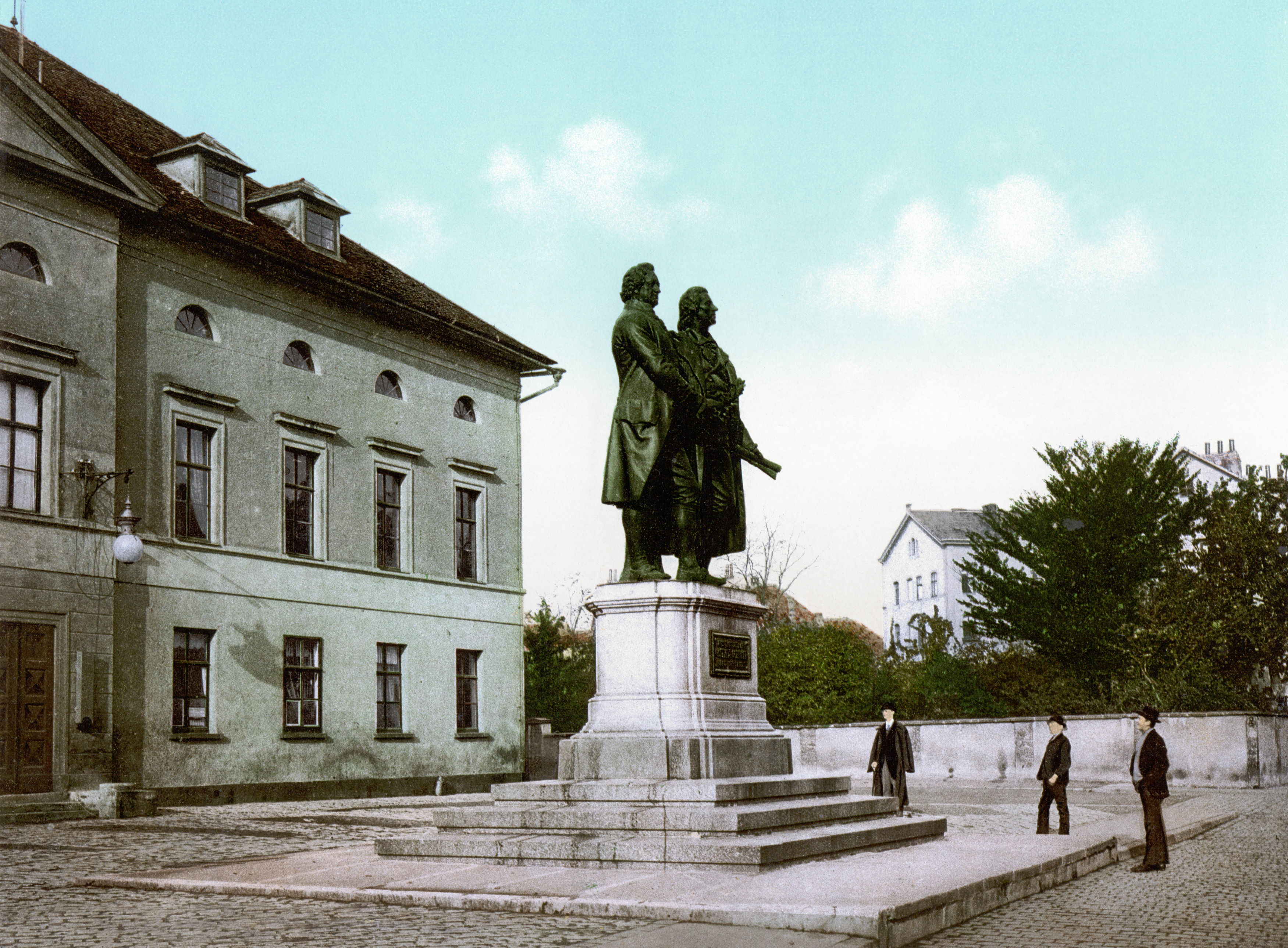
Das Denkmal um 1900
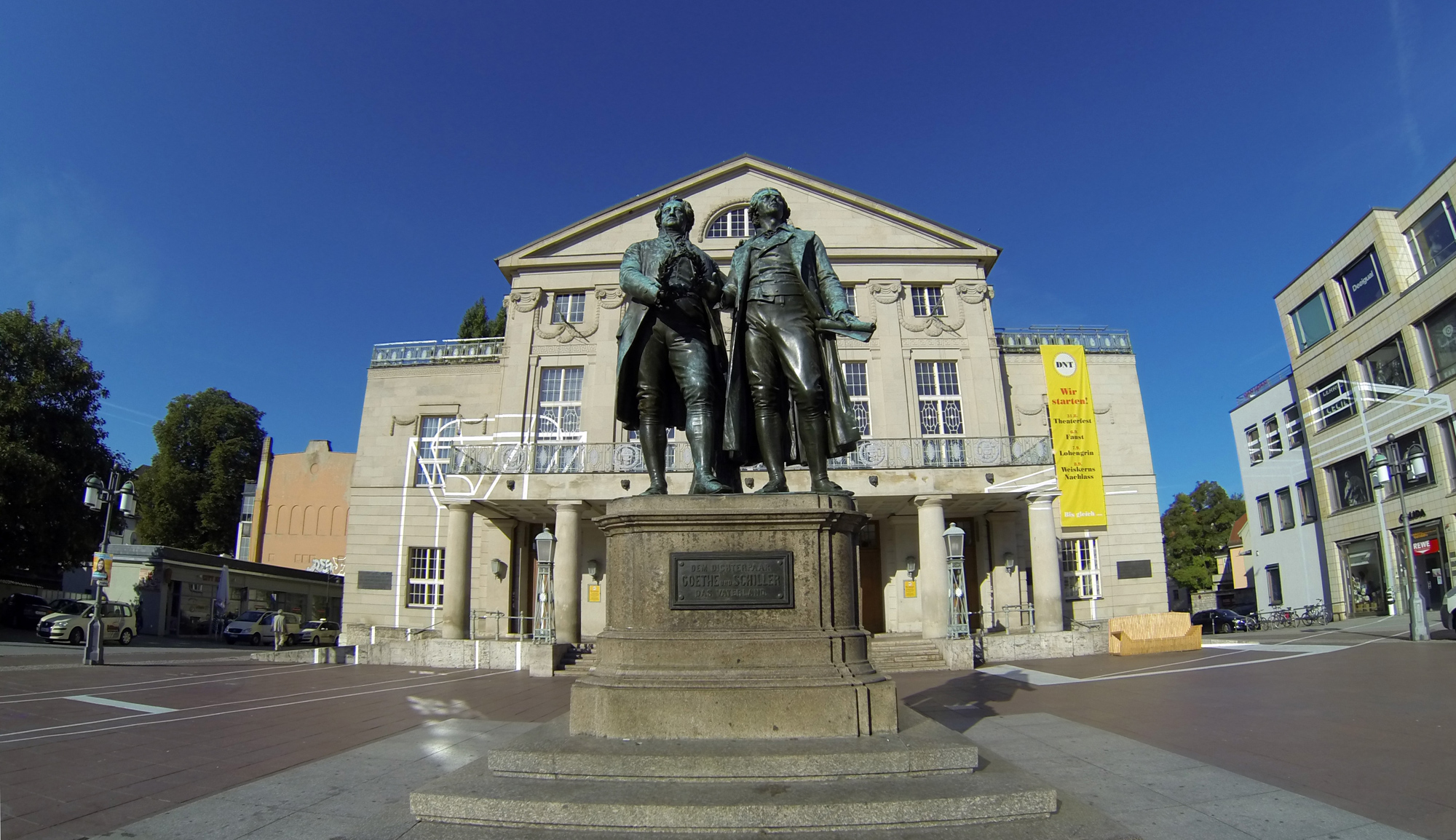
Das Denkmal auf dem Theaterplatz in Weimar (2013)
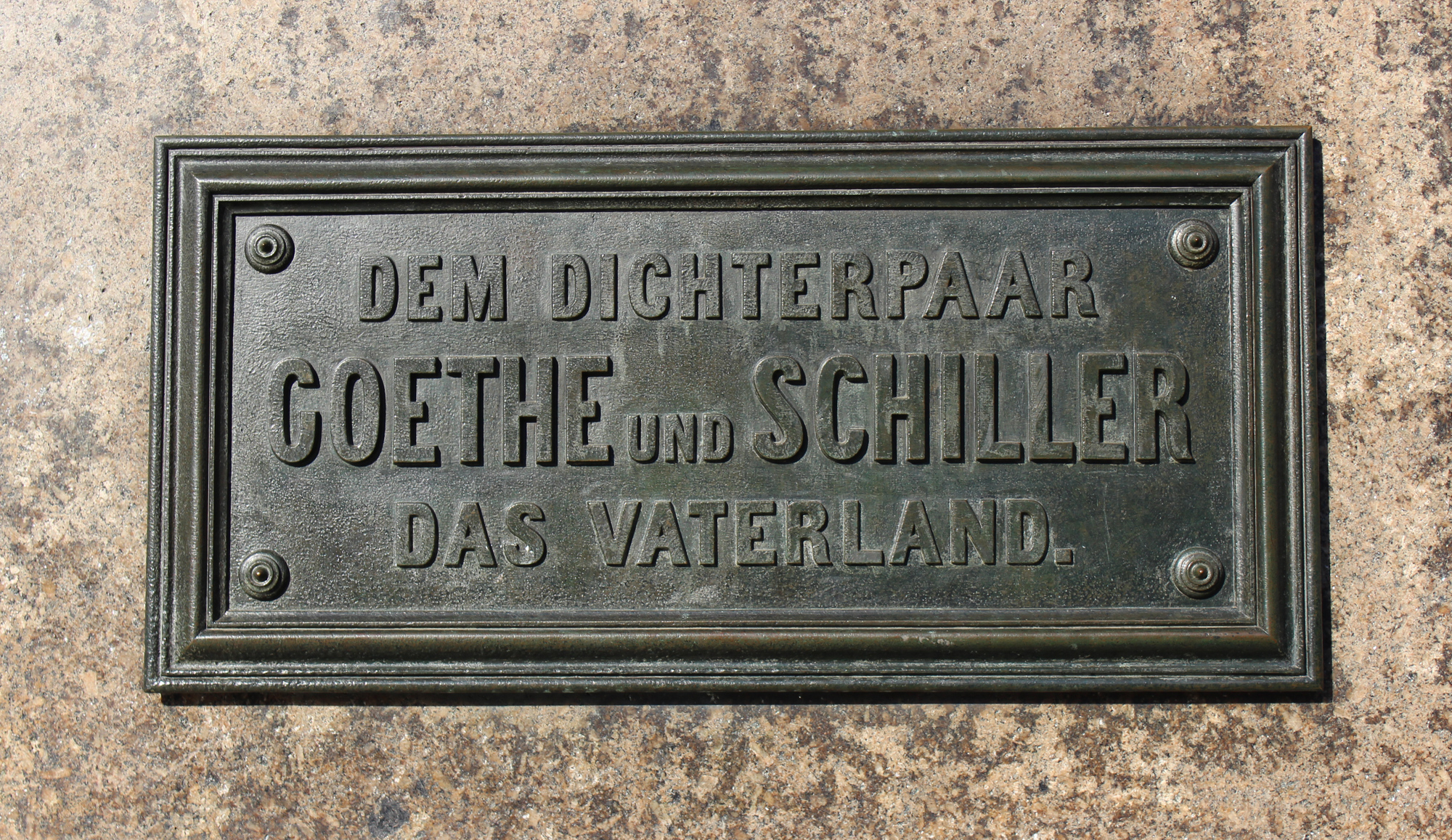
Widmung an der Sockel-Vorderseite des Goethe-Schiller-Denkmals
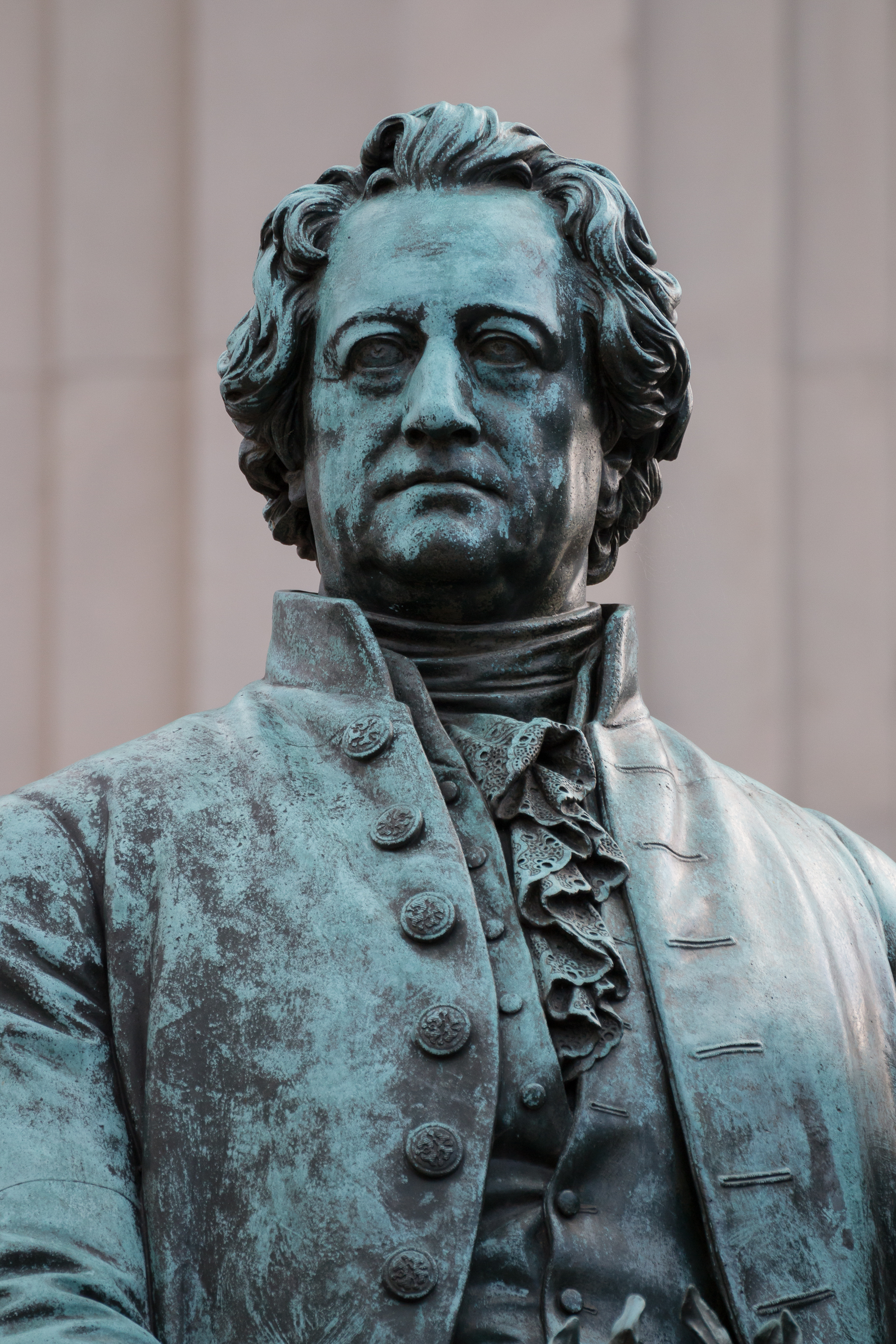
Porträt Johann Wolfgang von Goethes
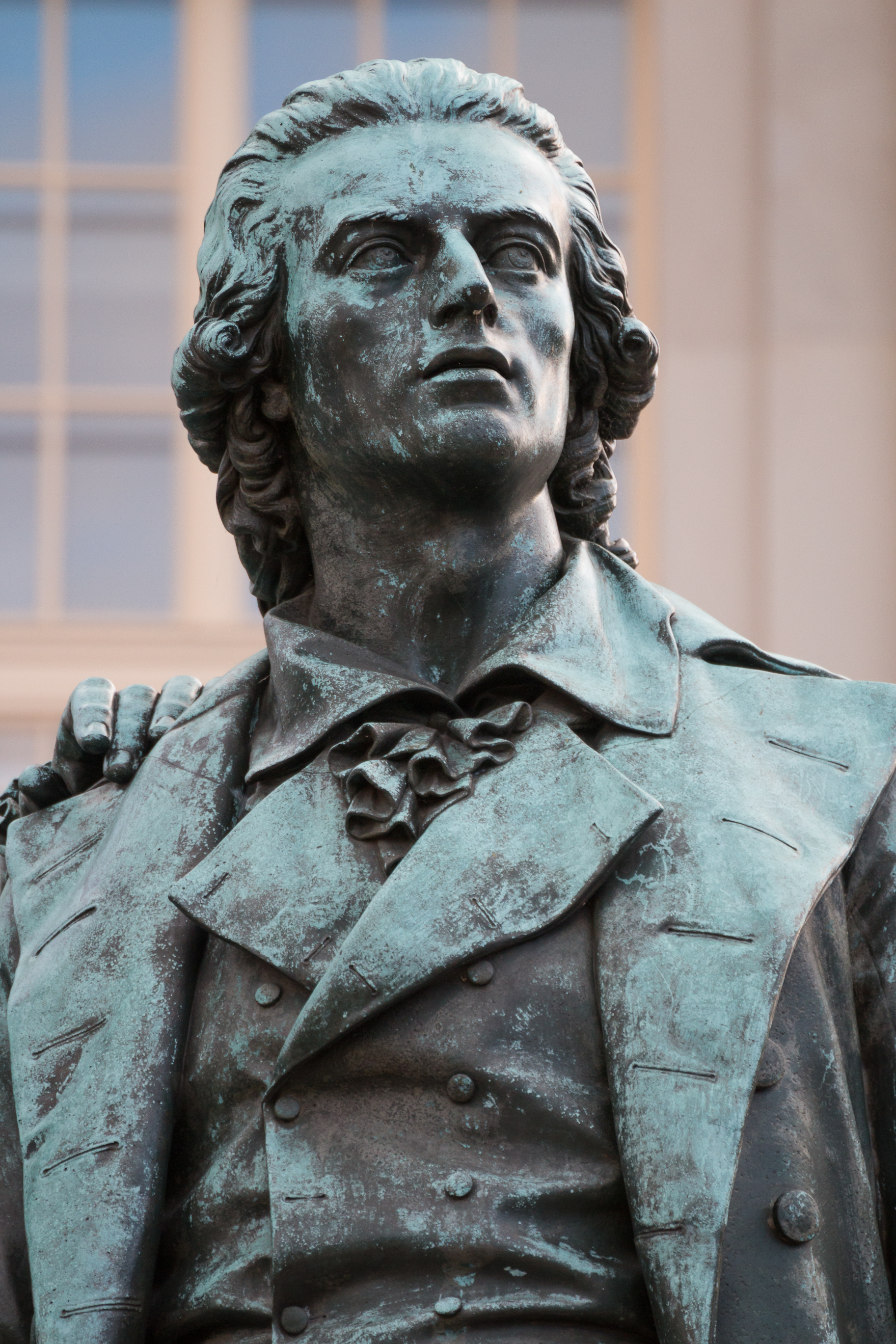
Porträt Friedrich Schillers
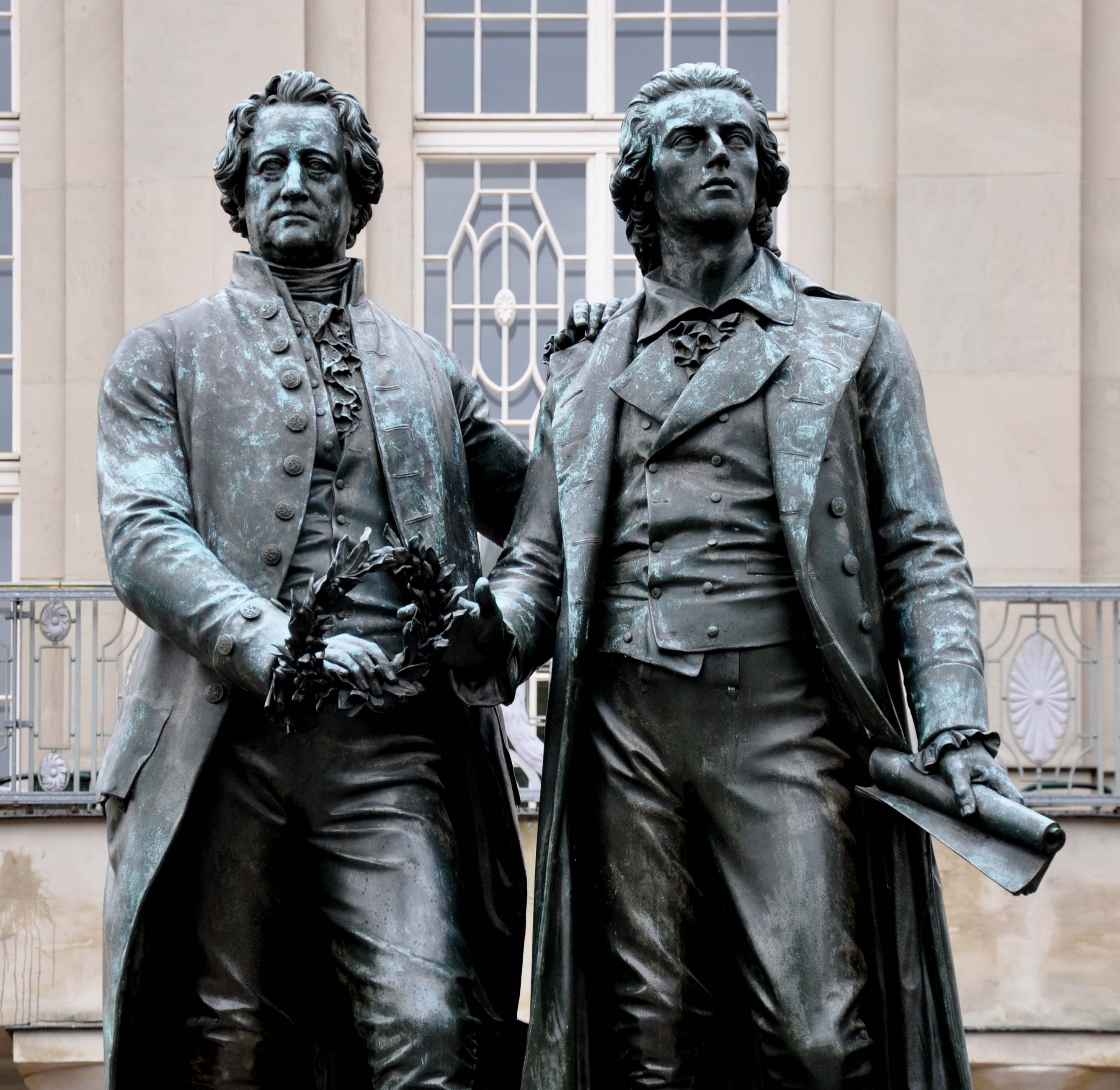
Johann Wolfgang von Goethe und Friedrich Schiller
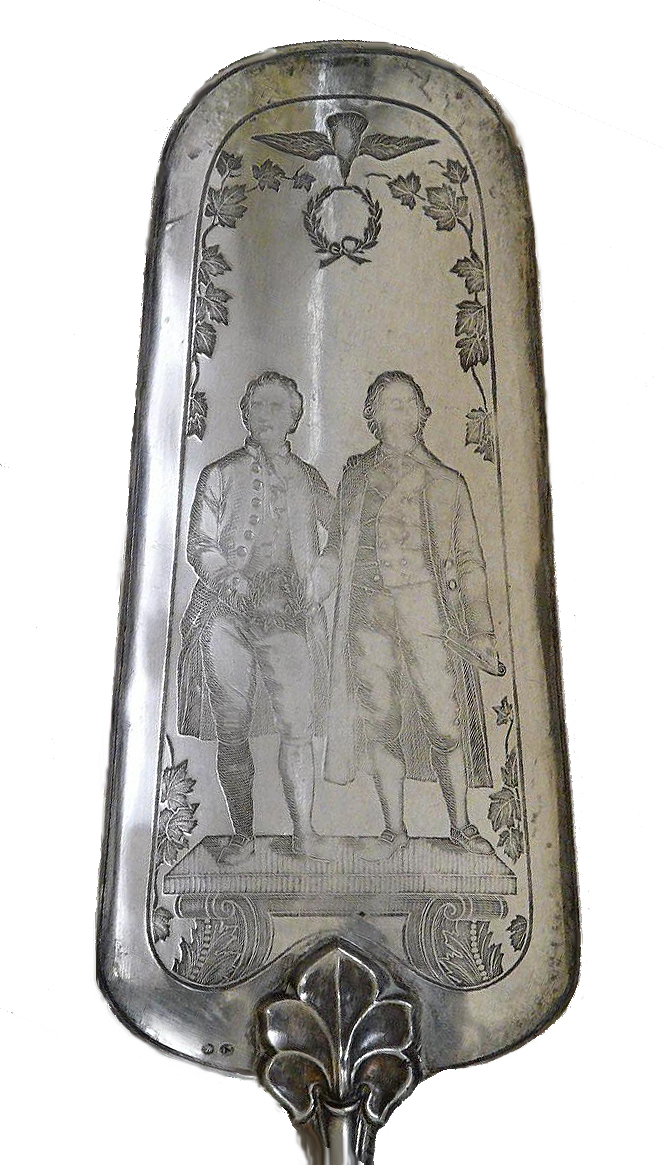
Tortenheber mit Goethe-und-Schiller-Denkmal (um 1860)

## Sockel und Widmung
Die Vorderseite des von Großherzog Friedrich I. von Baden gestifteten Sockels aus poliertem badischen Granit trägt die Widmungsinschrift
| DEM DICHTERPAAR GOETHE UND SCHILLER DAS VATERLAND. |

## Künstler und Signatur
Den Entwurf des Standbildes schuf der Dresdner Bildhauer Ernst Rietschel. Bei der Erstellung des Modells der Figurengruppe wurde er von seinem Gehilfen Gustav Kietz unterstützt. 1857 vollendete der Gießer Ferdinand von Miller in der Königlichen Erzgießerei in München den Bronzeguss. Als Material dienten ihm eingeschmolzene osmanische Kanonenrohre aus der Schlacht von Navarino, Griechenland.
Auf der Rückseite des Baumstammes findet sich als Urheberangabe die gravierte Signatur der Künstler:
Zunächst war Rietschels Lehrer Christian Daniel Rauch als Bildhauer angefragt worden. Da Rauch die klassischen griechischen Werke als den Höhepunkt der plastischen Kunst empfand, kleidete er die von ihm geschaffenen Statuen in klassische Gewänder. Bei diesem Standpunkt blieb er sein Leben lang und lehnte es ab, die Geistesheroen Schiller und Goethe als Gruppe für Weimar anders als im „idealen“ Kostüm zu entwerfen. Weil der berühmteste unter den Stiftern des Doppeldenkmals, König Ludwig I. von Bayern, auf seiner heroisierenden Auffassung bestand, verzichtete Rauch auf den Auftrag, der daraufhin seinem Schüler Rietschel erteilt wurde.

## Aufstellung, Einmauerung und erneute Enthüllung
Das Denkmal wurde am 4. September 1857 anlässlich der Feierlichkeiten zum 100. Geburtstag von Herzog Carl August von Sachsen-Weimar-Eisenach – zusammen mit dem Denkmal für Christoph Martin Wieland – feierlich enthüllt. Anlässlich dieses Festaktes gelangte in Weimar tags darauf, am 5. September 1857, Franz Liszts Faust-Sinfonie zur Uraufführung.
Von Mai 1942 bis 1945 war das Denkmal – als einziges in der Stadt – zum Schutz vor Luftangriffen eingemauert. Im Sommer 1945 beseitigten sowjetische Soldaten diese Einhausung, wodurch das Denkmal quasi ein zweites Mal „enthüllt“ wurde. Ein bekanntes Propaganda-Foto, abgebildet bei Günther Beyer (2015), zeigt die Freilegung des Denkmals durch Soldaten der Roten Armee.

## Bedeutung und Rezeption
Neben dem Kyffhäuserdenkmal ist das Goethe-und-Schiller-Denkmal das bekannteste Denkmal Thüringens; es dient unter anderem einer Werbekampagne der regionalen Tageszeitung Thüringer Allgemeine.
Kopien des Standbildes stehen in Anting, San Francisco, Milwaukee, Cleveland, und Syracuse.